# Airbus Helicopters H155

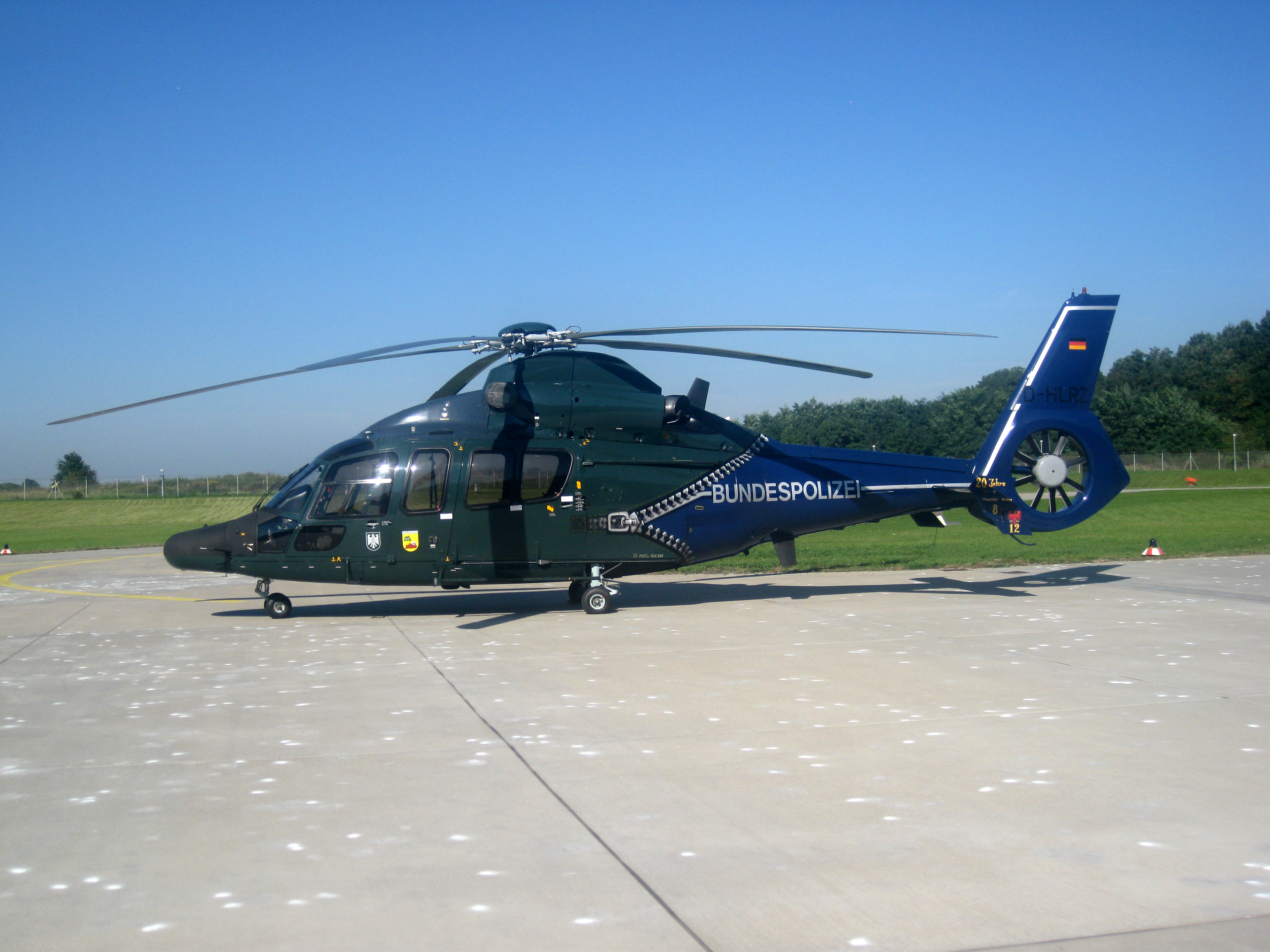
Eine EC 155 der Bundespolizei mit grün-blauer Sonderbemalung

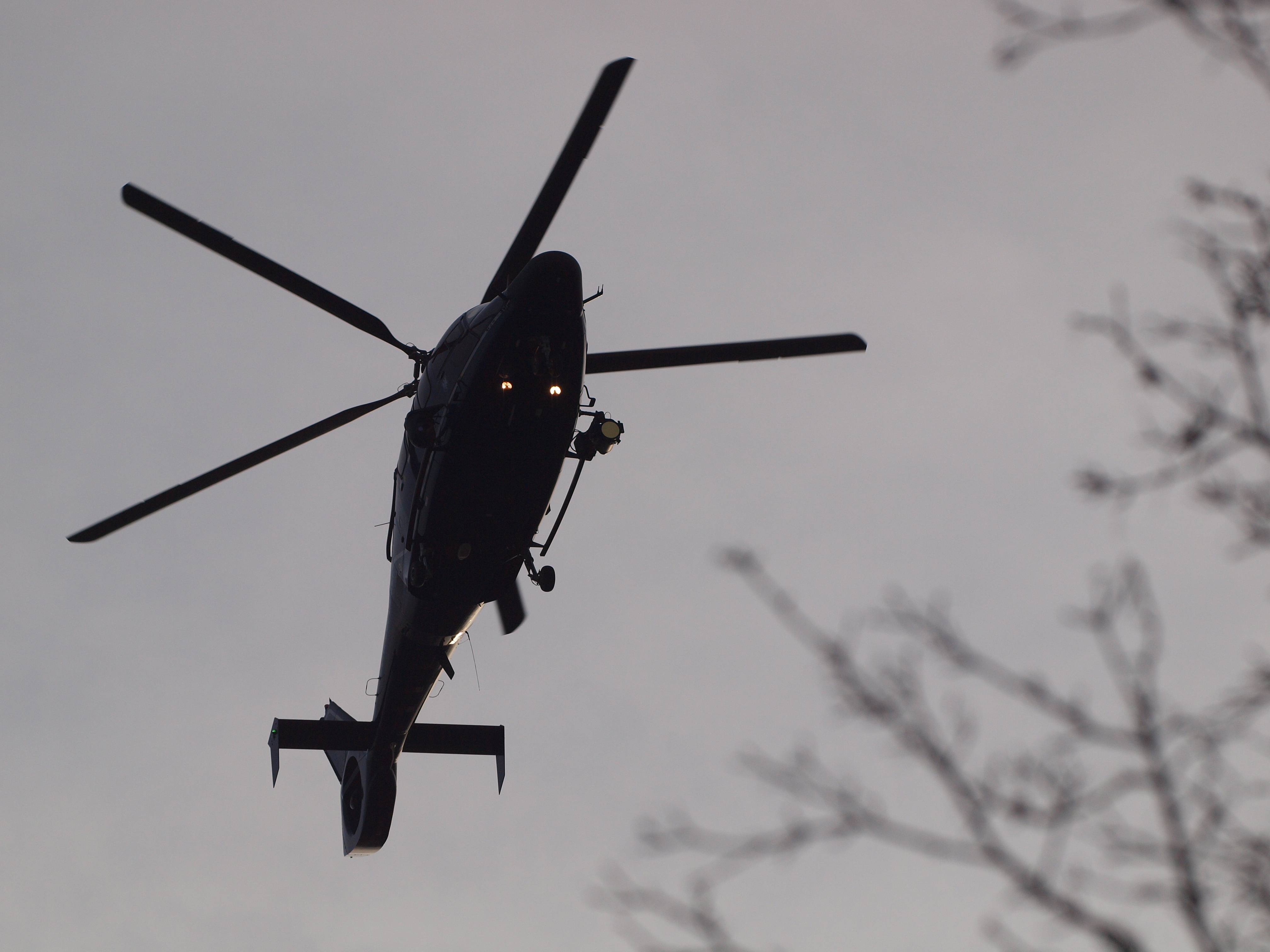
Eine EC 155 mit Suchscheinwerfer im Flug

Der Airbus Helicopters H155 B (früher Eurocopter EC 155) aus der „Dauphin-Familie“ ist ein leichter Mehrzweckhubschrauber der deutsch-französischen Unternehmensgruppe Airbus Helicopters.

## Entwicklung
Der Hubschrauber ist eine Weiterentwicklung der SA 365 von Sud Aviation bzw. Aérospatiale. Besonderes Merkmal der EC 155 ist die für Hubschrauber relativ hohe Höchstgeschwindigkeit (Vne) von 175 kias bzw. 324 km/h. Maschinen der Vorgängerserie SA 360 stellten ebenfalls mehrere Geschwindigkeitsweltrekorde auf.

## Konstruktion
Die Maschine verfügt über ein hydraulisches Fahrwerk, es wird nach Einfahren des Fahrwerks jedoch nur das Bugrad verdeckt, die beiden Hauptfahrwerke liegen in Buchten, die links und rechts im Rumpf dafür vorgesehen sind. Sie besitzt ein modernes Glascockpit und verfügt über einen Transportraum, in dem bis zu zwölf Personen Platz finden.
Der H155 ist mit zwei Turbinen ausgestattet. Anstelle eines konventionellen Heckrotors wird ein Fenestron verwendet. Diese französische Entwicklung arbeitet wie ein üblicher Heckrotor zum Drehmomentausgleich, ist jedoch durch die in den Heckausleger integrierte Bauweise leiser und sicherer im Betrieb. Die neuere Version EC 155 B1 verfügt unter anderem über eine um 39 kW erhöhte Turbinenleistung, ein erhöhtes Gesamtabfluggewicht und eine verbesserte Flughöhe als die EC 155 B. Die EC 155 ist für Instrumentenflug zertifiziert und kann mit Nachtsichtgerät geflogen werden.

## Einsatzspektrum
Einsatzmöglichkeiten des H155 liegen unter anderem in den Bereichen:
- Luftrettung
- Such- und Rettungsdienst
- Offshore-Missionen (Überseeflüge beispielsweise zur Versorgung von Bohrinseln)
- Aufträge im Aufgabenspektrum von Polizei oder vergleichbaren Sicherheitsorganen
- Personentransport

## Nutzer
Zu den häufigsten Nutzern des H155 gehören staatliche Organe, wie zum Beispiel die Regierung von Hongkong oder die deutsche Bundespolizei. Auf Landespolizeiebene in Deutschland hatten die Polizeien in Nordrhein-Westfalen und Baden-Württemberg jeweils zwei solcher Helikopter angeschafft, vorrangig für den Einsatz von Spezialeinsatzkommandos, NRW hat sie wieder abgeschafft. Optional können Seilwinden (für bis zu 272 kg) oder Abseilhilfen angebracht werden. Andere Hauptabnehmer sind die im Ölbohrgeschäft tätigen Versorgungsfirmen wie DanCopter. Daneben wird die Maschine auch in einer achtsitzigen VIP-Ausführung vermarktet.

## Technische Daten

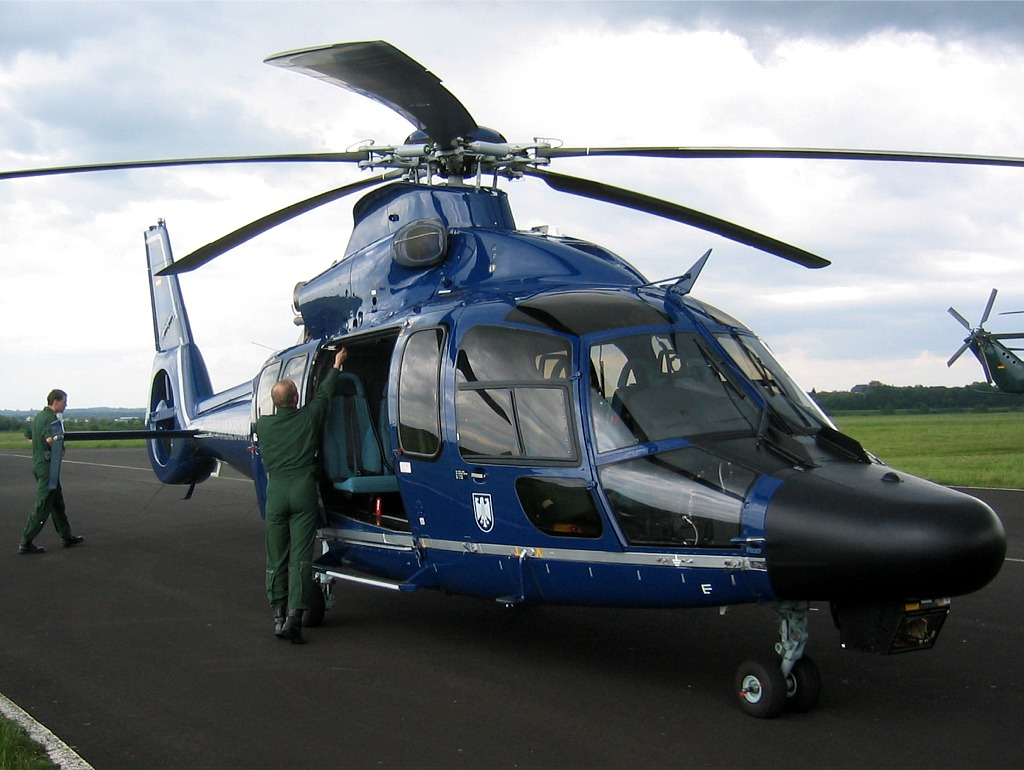
Airbus Helicopters H155 der deutschen Bundespolizei

| Kenngröße                    | Daten H155 B1                                                                        |
| ---------------------------- | ------------------------------------------------------------------------------------ |
| Piloten                      | 1–2                                                                                  |
| Passagiere                   | 12–13                                                                                |
| Länge                        | 14,30 m                                                                              |
| Rumpflänge                   | 12,73 m                                                                              |
| Höhe                         | 4,35 m                                                                               |
| Hauptrotordurchmesser        | 12,60 m                                                                              |
| Triebwerke                   | zwei Turbinen Turbomeca Arriel 2C2 mit je 704 kW Startleistung; 636 kW Dauerleistung |
| Leergewicht                  | 2619 kg                                                                              |
| max. Startgewicht            | 4920 kg                                                                              |
| Höchstgeschwindigkeit        | 324 km/h                                                                             |
| Reisegeschwindigkeit         | 279 km/h                                                                             |
| Reichweite mit Standardtanks | 802 km                                                                               |
| max. Flughöhe                | 4572 m                                                                               |